# Église Notre-Dame de Faste
L'église Notre-Dame est une église située sur la commune de Tuchan, dans le département de l'Aude, en France.

## Historique
L'édifice est inscrit au titre des monuments historiques par arrêté du 14 janvier 2005.

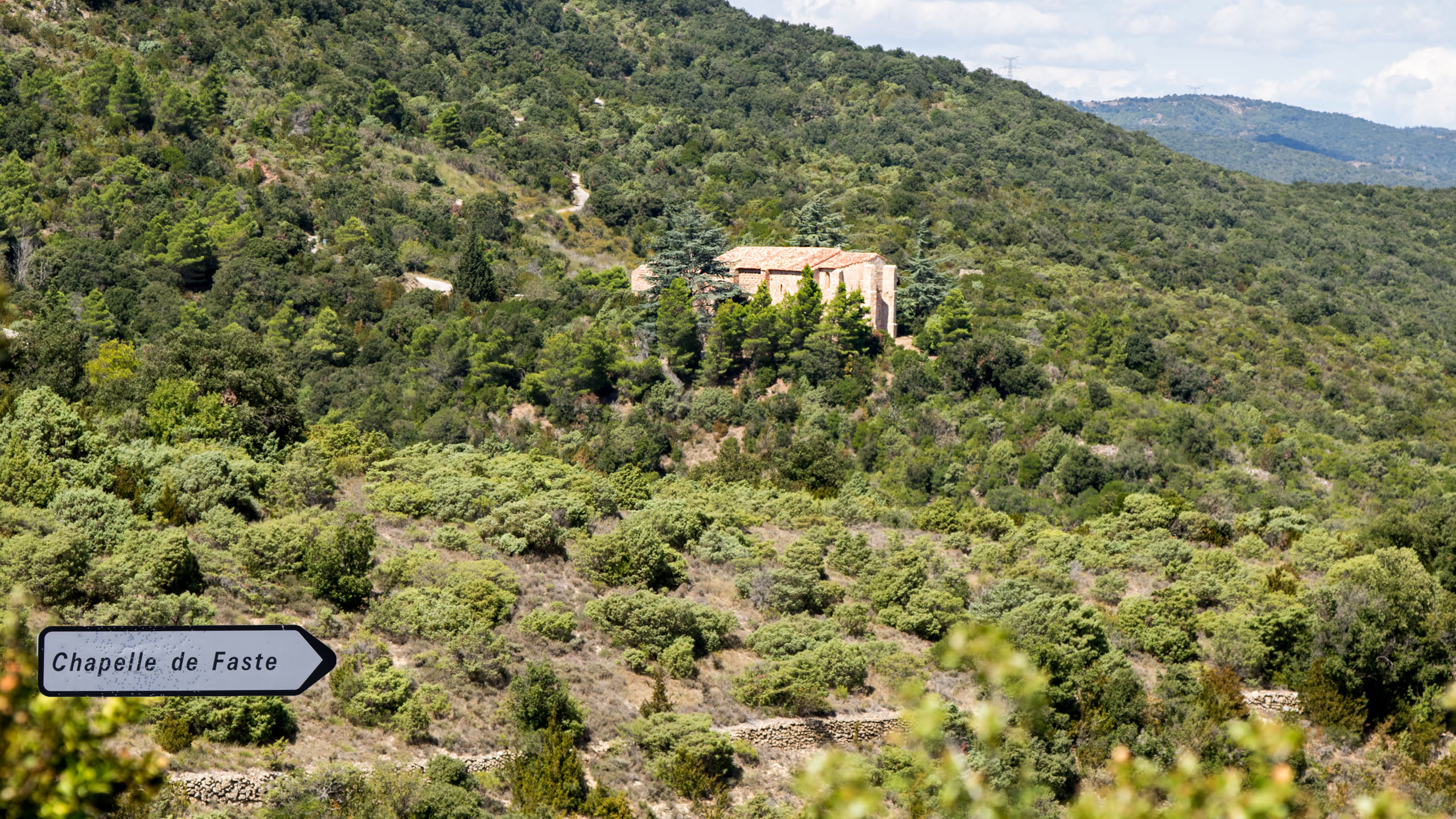
La chapelle sur le flanc est du Mont Tauch
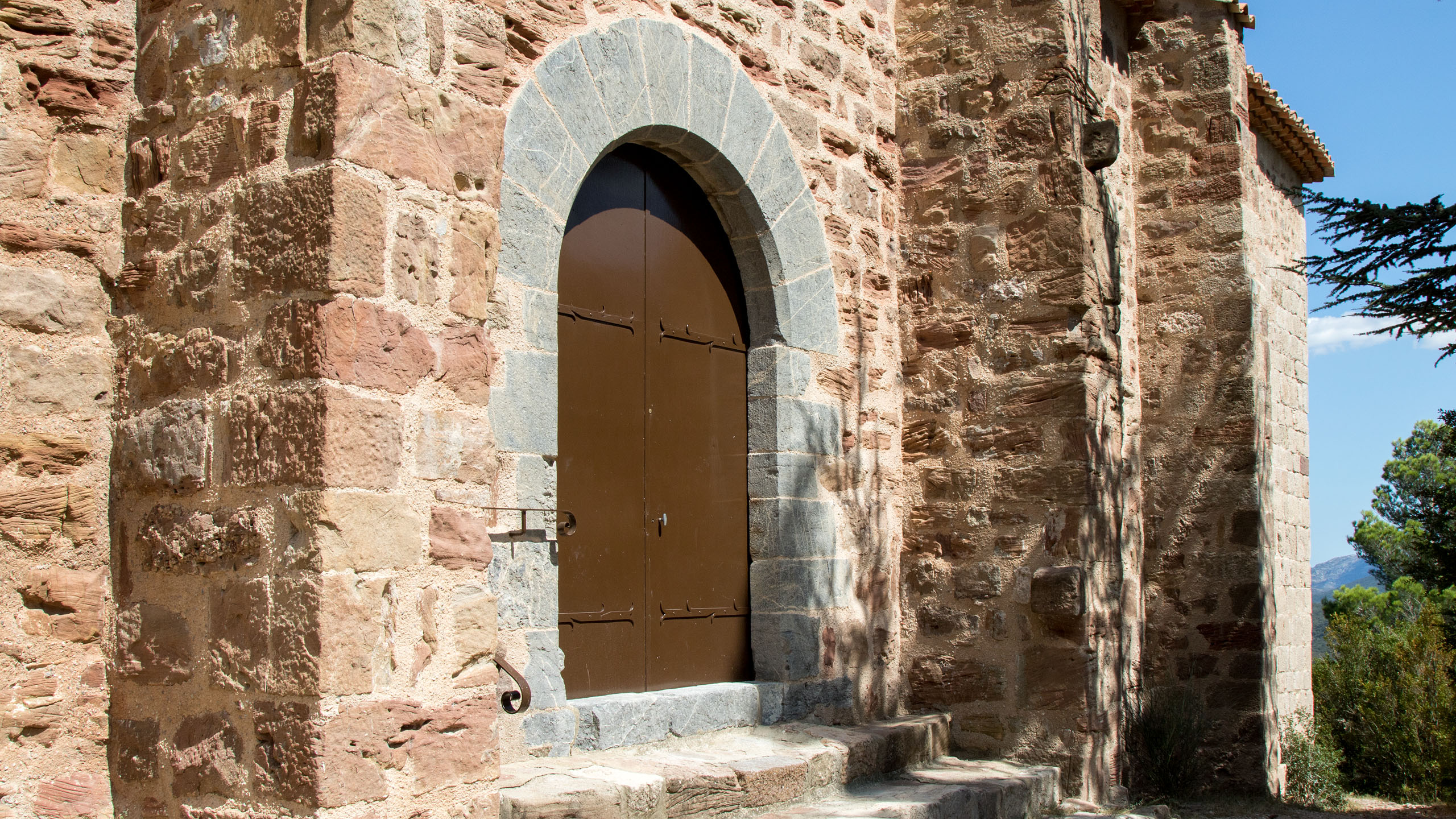
Porte d'entrée façade sud